# Ralph Howell
Ralph Howell (n. 25 mai 1923 – d. 14 februarie 2008), a fost un om politic britanic, membru al Parlamentului European în perioada 1973-1979 din partea Regatului Unit. 
1. ↑   https://web.archive.org/web/20080315134326/http://www.telegraph.co.uk:80/news/main.jhtml?view=DETAILS&grid=&xml=/news/2008/02/18/db1802.xml, arhivat din original la |archive-url= necesită |archive-date= (ajutor) Lipsește sau este vid: |title= (ajutor)
2. 1 2 3   http://www.assembly.coe.int/nw/xml/AssemblyList/MP-Details-EN.asp?MemberID=2206 Lipsește sau este vid: |title= (ajutor)
3. 1 2 3 4 5 6 7  Hansard 1803–2005